# Троценко, Юрий Александрович
Ю́рий Алекса́ндрович Троце́нко (13 июля 1941, Свердловск, РСФСР, СССР — 8 июля 2021) — советский и российский микробиолог, лауреат премии имени С. Н. Виноградского (2009). Доктор биологических наук.

## Биография
Работал в ИБФМ РАН с 1968 года.
В 1963 году — окончил Уральский государственный университет имени А. М. Горького на кафедре физиологии и биохимии растений.
В 1964 году — поступил в аспирантуру при Биолого-почвенном факультете МГУ.
В 1969 году — защитил кандидатскую диссертацию и возглавил лабораторию радиоактивных изотопов.

## Научная деятельность
Область научных интересов — экофизиология, таксономия, биохимия и биотехнология аэробных метилотрофов.
Автор 7 книг, более 360 научных статей, а также 12 изобретений.
Под его руководством были подготовлены и защищены 2 докторских, 28 кандидатских и 18 магистерских диссертаций, а также выполнен целый ряд крупных целевых проектов (РФФИ, ИНТАС, фонд Сороса, РНП, ФЦП).
Являлся членом редколлегий журналов «Прикладная биохимия и микробиология» и «Микробиология», а также ряда учёных и экспертных советов.

## Из библиографии
- Метанокисляющие микроорганизмы / Ю. Р. Малашенко, В. А. Романовская, Ю. А. Троценко. — Москва : Наука, 1978. — 197 с., 10 л. ил.
- Таксономия и идентификация облигатных метанотрофных бактерий / В. Ф. Гальченко, Л. В. Андреев, Ю. А. Троценко ; АН СССР, Научный центр биологических исследований, Институт биохимии и физиологии микроорганизмов. — Пущино : НЦБИ, 1986. — 95 с. : ил.
- Экстремофильные метанотрофы / Ю. А. Троценко, В. Н. Хмеленина; Ин-т биохимии и физиологии микроорганизмов РАН. — Пущино (Моск. обл.) : ОНТИ ПНЦ РАН, 2008. — 204 с. : ил.
- Аэробные метилобактерии / Ю. А. Троценко, Н. В. Доронина, М. Л. Торгонская ; Ин-т биохимии и физиологии микроорганизмов им. Г. К. Скрябина РАН. — Пущино, Моск. обл., 2010. — 325 с. : ил., цв. ил., табл.; ISBN 978-5-904385-10-1

## Награды
- Премия имени Д. К. Заболотного Президиума АН Украины (1982)
- Премия академической издательской компании «Наука/Интерпериодика» за лучшие публикации в журналах РАН (1997, 2009, 2010), в том числе Главная премия (2011)
- Премия имени С. Н. Виноградского (2009) — за цикл работ «Экстремофильные аэробные метилотрофные бактерии»